# بارنز أند نوبل
بارنز أند نوبل (بالإنجليزية: Barnes & Noble) هي شركة أمريكية لبيع الكتب ولديها أكبر عدد من منافذ البيع بالتجزئة في الولايات المتحدة. تدير الشركة ما يقرب من 600 متجر بيع بالتجزئة في الولايات المتحدة الخمسين. بعد سلسلة من عمليات الدمج والإفلاس في صناعة المكتبات الأمريكية منذ التسعينيات، تستمر بارنز أند نوبل كأكبر سلسلة متاجر كتب في الولايات المتحدة.
في السابق، كانت بارنز أند نوبل تدير سلسلة متاجر بي دالتون بوكسيلر الصغيرة في مراكز التسوق حتى أعلنت عن تصفية السلسلة في عام 2010، وكانت واحدة من أكبر مديري متاجر الكتب الجامعية في البلاد الواقعة في أو بالقرب من العديد من أماكن الحرم الجامعي عندما فُصل هذا القسم كشركة عامة منفصلة تحت أسم بارنز أند نوبل للتعليم في عام 2015.

## التاريخ

### القرن التاسع عشر: التأسيس
بدأت شركة بارنز أند نوبل في عام 1886 كمتجر كتب يُدعى آرثر هيندز آند كومباني، ويقع في 4 معهد كوبر في مبنى كوبر يونيون في مدينة نيويورك. في خريف عام 1886، عُين جيلبرت كليفورد نوبل من ويستفيلد، ماساتشوستس، والذي تخرج من كلية هارفارد في وقت سابق من ذلك العام، للعمل هناك كموظف. في عام 1894، أصبح نوبل شريكاً، وتغير اسم المتجر إلى هيندز أند نوبل.

### القرن العشرين: التوسع
في عام 1917، اشترى نوبل شركة هيندز ودخل في شراكة مع ويليام بارنز، نجل صديقه القديم تشارلز بارنز؛ وتغير اسم المتجر إلى بارنز أند نوبل بعد فترة وجيزة. في عام 1930، باع نوبل حصته في الشركة إلى ابن ويليام بارنز، جون ويلكوكس بارنز. توفي نوبل في 6 يونيو 1936، عن عمر يناهز 72 عامًا. في عام 1932، في ذروة الكساد الأعظم، نقلت المكتبة موقعها الرئيسي إلى شارع 18 والشارع الخامس، والذي كان بمثابة الموقع الرئيسي للشركة حتى إغلاقه في عام 2014. احتفظت عائلة نوبل بملكية شركة نشر مرتبطة، وافتتحت بارنز إند نوبل قسم نشر جديد في عام 1931.
في سبتمبر 1993، أصبحت بارنز أند نوبل شركة عامة من خلال إصدار أسهم بقيمة 77 مليون دولار في بورصة نيويورك تحت رمز التداول BKS. ظلت الشركة في البورصة حتى أغسطس 2019 عندما اشترت إليوت مانجمنت جميع أسهم الشركة وجعلت الشركة خاصة.

### القرن الحادي والعشرين: العمل في بيئة إلكترونية
في عام 2004، ورد أن قراءة الكتب كانت في انخفاض في أمريكا، مع زيادة عدد البالغين غير القراء بمقدار 17 مليونا بين عامي 1992 و2002. وعلى الرغم من ذلك، ادعت بارنز أند نوبل أن أعمال متاجر التجزئة الخاصة بها كانت تتوسع في سوق الكتب. ابتداءً من عام 1999، امتلكت شركة بارنز أند نوبل شركة جيم ستوب، وهي شركة بيع بالتجزئة لألعاب الفيديو والإلكترونيات. وزعت الشركة أسهمها في جيم ستوب في أواخر عام 2004، وفصلتها عن الشركة لتصبح شركة مستقلة في محاولة لتبسيط هيكلها المؤسسي.
في يونيو 2024، أعلنت الشركة عن شراء (عبر شركة TC Acquisition التابعة لها) لسلسلة متاجر الكتب المستقلة الصغيرة ولكن الشهيرة التي تتخذ من دنفر مقراً لها، الغلاف الممزق (بالأنجليزية:The Tattered Cover)، مقابل 1.83 مليون دولار.

## وصلات خارجية
- الموقع الرسمي